# 的井香織
的井 香織（まとい かおり、1976年12月2日 - ）は、日本の元女性声優。埼玉県出身。現役時は81プロデュースに所属していた。

## 人物
2014年に81プロデュースを退社し、2015年9月1日に『あたしンち』のTwitter公式アカウントにて的井が引退状態にあることが正式に言及された。
趣味・特技はパッチワーク、編み物。

## 後任
的井の引退後、持ち役を引き継いだのは以下の通り。
- 飯田友子 - 『あたしンち』（アニマックス版）：しみちゃん役

## 出演

### テレビアニメ
1998年
- ああっ女神さまっ 小っちゃいって事は便利だねっ（小春ちゃん、花子ちゃん、ネズミたち）
- 超速スピナー（1998年 - 1999年、女の子、女子生徒、小暮宙次、女生徒A）
- 虹の戦記イリス（村の少女、ファラァの母）

1999年
- KAIKANフレーズ（ファンの娘）

2000年
- ゾイド -ZOIDS-（子供たち）
- とっとこハム太郎（2000年 - 2011年、ちび丸ちゃん、ジュンちゃん、岩田きくお、カトリーヌさん、山口くん 他）
- ワイルドアームズ トワイライトヴェノム（デビー）

2002年
- 朝霧の巫女（華道部員C）
- あたしンち（2002年 - 2009年、しみちゃん〈初代〉）※テレビ朝日版
- 王ドロボウJING
- プリンセスチュチュ（ツチブターナ）
- 炎の蜃気楼（生徒）
- ロックマンエグゼ（2002年 - 2006年、カットマン六郎、ゾアノカットマン六郎） - 2シリーズ

2003年
- 絶体絶命でんぢゃらすじーさん（効果ギャル）
- わがまま☆フェアリー ミルモでポン! ごおるでん（2003年 - 2005年、シャンボ、妖精）

2004年
- SDガンダムフォース（ノア、フェン）

2006年
- すもももももも 地上最強のヨメ（ナース）

2011年
- 名探偵コナン（犬伏幸姫）

### OVA
- ぼくたちのピース・リバー（1998年、チャーリー）
- とっとこハム太郎シリーズ（2001年 - 2004年、ちび丸ちゃん）

### 劇場アニメ
- とっとこハム太郎シリーズ（2001年 - 2004年、ちび丸ちゃん）
- あたしンち（2003年、しみちゃん）
- 劇場版 3D あたしンち 情熱のちょ〜超能力 母大暴走!（2010年、しみちゃん）

### 吹き替え

#### ドラマ
- 射鵰英雄伝（曲の娘）
- 神鵰侠侶（曲ねえや）

#### アニメ
- ボブとはたらくブーブーズ（サニー）

### ボイスオーバー
- ジェイミーのラブリーダイニング

### シリーズ一覧
1. ↑  第1シリーズ（2002年 - 2003年）、第4シリーズ『BEAST』（2006年）